# Jüdischer Friedhof (Ahaus)
Der Jüdische Friedhof Ahaus ist ein jüdischer Friedhof in der Stadt Ahaus im Kreis Borken in Nordrhein-Westfalen. Er liegt an der Wessumer Straße. Diese Gegend hieß damals „vor dem neuen Tore“ (Windmühlentor).

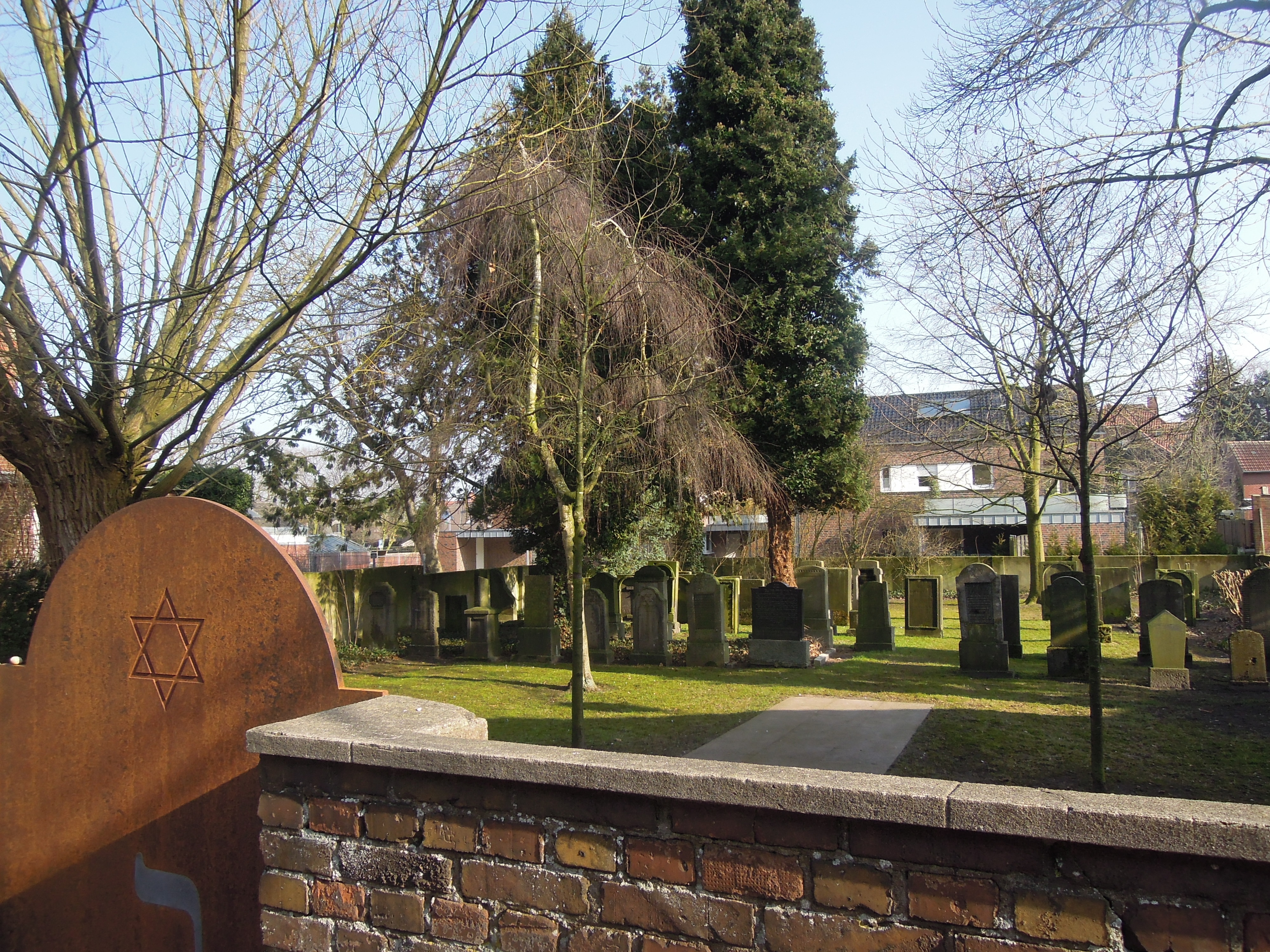
Jüdischer Friedhof in Ahaus

Auf dem 741 m² großen Gelände befinden sich 58 Grabsteine mit zum Teil noch gut lesbaren Inschriften. Der älteste ist von 1844, der jüngste von 1937. Im Jahre 1940 fanden noch zwei Beisetzungen statt. Grabsteine wurden zu diesem Zeitpunkt nicht mehr gesetzt.
In der Zeit von 1822 bis 1941 diente der Friedhof als Begräbnisstätte der jüdischen Gemeinde.